# Großsteingrab Blankenhagen
Das Großsteingrab Blankenhagen war eine mögliche megalithische Grabanlage der jungsteinzeitlichen Trichterbecherkultur bei Blankenhagen im Landkreis Rostock (Mecklenburg-Vorpommern). Es wurde im 19. Jahrhundert zerstört. Über Ausrichtung, Maße und Grabtyp liegen keine näheren Informationen vor. Nach Robert Beltz wurde in diesem Grab ein Feuerstein-Dolch gefunden.